# Mount Lofty
Mount Lofty är ett berg i Australien. Det ligger i regionen Adelaide Hills och delstaten South Australia, omkring 11 kilometer sydost om delstatshuvudstaden Adelaide. Toppen på Mount Lofty är 727 meter över havet.
Mount Lofty är den högsta punkten i trakten. Runt Mount Lofty är det ganska tätbefolkat, med 56 invånare per kvadratkilometer.. Närmaste större samhälle är Adelaide, omkring 11 kilometer nordväst om Mount Lofty. 
I omgivningarna runt Mount Lofty växer i huvudsak blandskog. Genomsnittlig årsnederbörd är 729 millimeter. Den regnigaste månaden är juni, med i genomsnitt 133 mm nederbörd, och den torraste är december, med 21 mm nederbörd.